# Беззвучна венечна шипяща проходна съгласна
Беззвучната венечна шипяща проходна съгласна е вид съгласен звук, използван в много говорими езици. В Международната фонетична азбука той се отбелязва със символа s. В българския език е звукът, обозначаван със „с“.
Беззвучната венечна шипяща проходна съгласна се използва в езици като английски (sit, ), арабски (جَلَسَ/, [ˈdʒælæsɐ]), хинди (साल, [saːl]), японски (複数形, [ɸɯkɯsɯːkeː]).